# Liste der Baudenkmäler in Untersteinach
Auf dieser Seite sind die Baudenkmäler in der oberfränkischen Gemeinde Untersteinach zusammengestellt. Diese Tabelle ist eine Teilliste der Liste der Baudenkmäler in Bayern. Grundlage ist die Bayerische Denkmalliste, die auf Basis des Bayerischen Denkmalschutzgesetzes vom 1. Oktober 1973 erstmals erstellt wurde und seither durch das Bayerische Landesamt für Denkmalpflege geführt wird. Die folgenden Angaben ersetzen nicht die rechtsverbindliche Auskunft der Denkmalschutzbehörde.
 Diese Liste gibt den Fortschreibungsstand vom 19. August 2014 wieder und enthält 18 Baudenkmäler.

## Baudenkmäler nach Gemeindeteilen

### Untersteinach
| Lage                                               | Objekt                                                     | Beschreibung | Akten-Nr.     | Bild                                                       |
| -------------------------------------------------- | ---------------------------------------------------------- | --- | ------------- | ---------------------------------------------------------- |
| Nähe Alte Hauptstraße (Standort)                   | Steinbrücke                                                | Sechsjochige Bogenbrücke aus Sandsteinquadern, um 1820–40 | D-4-77-159-1  | Steinbrücke                                                |
| Hauptstraße 2 (Standort)                           | Wohnhaus                                                   | Zweigeschossiges Walmdachhaus, bezeichnet „1828“ | D-4-77-159-2  | BW                                                         |
| Hauptstraße 18 (Standort)                          | Türstein                                                   | Bezeichnet „1832“ | D-4-77-159-3  | BW                                                         |
| Hauptstraße 30a/32 (Standort)                      | Ehemalige Brauerei und Gasthof Pöhlmann                    | „1707“ (bezeichnet) zweigeschossig errichtet, Aufstockung und Walmdach wohl im 20. Jahrhundert aufgesetzt, im Kern älter Westflügel, ehemaliges Wohnstallhaus mit Brauerei, zweigeschossiger Satteldachbau, frühes 18. Jahrhundert | D-4-77-159-4  | BW                                                         |
| Hauptstraße 30a (Standort)                         | Wohnstallhaus mit ehemaliger Brauerei                      | Zweigeschossiger Satteldachbau, frühes 18. Jahrhundert | D-4-77-159-5  | BW                                                         |
| Kirchplatz 1 (Standort)                            | Evangelisch-lutherische Pfarrkirche St. Oswald             | Saalkirche mit Chorturm, Langhaus und Turmfundamente um 1363, Umbauten viertes Viertel 15. Jahrhundert, 1508–22 Langhaus-Wölbung, Chorturm 1713–17; mit Ausstattung                                                                | D-4-77-159-7  | weitere Bilder                                             |
| Kirchplatz 1–3 (Standort)                          | Kirchhof mit Kirchhofbefestigung                           | Bruchsteinmauer, vermutlich gegen Mitte 15. Jahrhundert | D-4-77-159-8  | Kirchhof mit Kirchhofbefestigung                           |
| Kirchplatz 1–3 (Standort)                          | Kirchhof mit Kirchhofbefestigung                           | Torhaus, Wiederaufbau des 18. Jahrhunderts | D-4-77-159-8  | Kirchhof mit Kirchhofbefestigung                           |
| Kirchplatz 1–3 (Standort)                          | Kirchhof mit Kirchhofbefestigung                           | Kapelle | D-4-77-159-8  | Kirchhof mit Kirchhofbefestigung                           |
| Kirchplatz 3, im evangelischen Pfarrhof (Standort) | Mesnerhaus                                                 | Eingeschossiges Kleinhaus mit Fachwerkgiebel, an einem Eckquader Jahreszahl „1637“ | D-4-77-159-18 | BW                                                         |
| Kirchplatz 3 (Standort)                            | Evangelisch-lutherisches Pfarrhaus                         | Stattlicher zweigeschossiger Satteldachbau mit hohen Giebeln, bezeichnet „1707“ Pfarrgarten mit Brockenmauer des 18. Jahrhunderts Nebengebäude, eingeschossiger Satteldachbau, Fachwerk, wohl 18./19. Jahrhundert                  | D-4-77-159-9  | Evangelisch-lutherisches Pfarrhaus                         |
| Kirchplatz 3 (Standort)                            | Evangelisch-lutherisches Pfarrhaus                         | Pfarrgarten mit Brockenmauer des 18. Jahrhunderts | D-4-77-159-9  | Evangelisch-lutherisches Pfarrhaus                         |
| Kirchplatz 3 (Standort)                            | Evangelisch-lutherisches Pfarrhaus                         | Nebengebäude, eingeschossiger Satteldachbau, Fachwerk, wohl 18./19. Jahrhundert | D-4-77-159-9  | Evangelisch-lutherisches Pfarrhaus                         |
| Kirchplatz 4 (Standort)                            | Evangelisch-lutherisches Kantorat und ehemaliges Schulhaus | Ein- bzw. zweigeschossiger Satteldachbau, um 1740/45, Fachwerkobergeschoss im 19. Jahrhundert erneuert | D-4-77-159-10 | Evangelisch-lutherisches Kantorat und ehemaliges Schulhaus |
| Rodberg (Standort)                                 | Ehemalige Salzlecke                                        | In den Boden eingelassenes Geviert aus längsrechteckigen Sandsteinquadern, erste Hälfte 18. Jahrhundert | D-4-77-159-19 | BW                                                         |
| Tradgasse 15 (Standort)                            | Kleinhaus                                                  | Eingeschossiger Satteldachbau mit Kellerstall, Blockbauteilen und Laube, wohl frühes 18. Jahrhundert | D-4-77-159-11 | BW                                                         |

### Gumpersdorf
| Lage                      | Objekt        | Beschreibung | Akten-Nr.     | Bild |
| ------------------------- | ------------- | --- | ------------- | ---- |
| Gumpersdorf 9 (Standort)  | Wohnstallhaus | Zweigeschossiger Sandsteinquaderbau, Satteldach, bezeichnet „1840“eingeschossiges Nebengebäude mit Kellergeschoss, bezeichnet „1834“; zugehöriger Keller | D-4-77-159-13 | BW   |
| Gumpersdorf 9 (Standort)  | Nebengebäude  | eingeschossig, mit Kellergeschoss, bezeichnet „1834“; zugehöriger Keller                                                                                 | D-4-77-159-13 | BW   |
| Gumpersdorf 10 (Standort) | Wohnstallhaus | Zweigeschossiger Sandsteinquaderbau, Satteldach, bezeichnet „1850“                                                                                       | D-4-77-159-14 | BW   |
| Gumpersdorf 12 (Standort) | Wohnstallhaus | Eingeschossiger verputzter Sandsteinquaderbau, Satteldach, 18./19. Jahrhundert, bezeichnet „1867“                                                        | D-4-77-159-15 | BW   |
| Gumpersdorf 14 (Standort) | Wohnstallhaus | Eingeschossiger Satteldachbau auf hohem Kellergeschoss, bezeichnet „1749“                                                                                | D-4-77-159-16 | BW   |
| Gumpersdorf 22 (Standort) | Wohnstallhaus | Zweigeschossiger verputzter Sandsteinquaderbau, Satteldach, bezeichnet „1788“                                                                            | D-4-77-159-12 | BW   |

### Hummendorf
| Lage                    | Objekt                               | Beschreibung | Akten-Nr.     | Bild |
| ----------------------- | ------------------------------------ | --- | ------------- | ---- |
| Hummendorf 1 (Standort) | Freiherrlich von Guttenbergsches Gut | Ehemals Dreiseitanlage: Herrenhaus, zweigeschossiger Walmdachbau, sogenanntes Schlösschen, 1699 bis 1705, Ausbau und Ausstattung 1724–29 unter Mitarbeit von Balthasar Neumann | D-4-77-159-17 | BW   |
| Hummendorf 1 (Standort) | Freiherrlich von Guttenbergsches Gut | Scheunen mit Einfahrtstoren, im Kern 1724–29; Torpfeiler 18. Jahrhundert | D-4-77-159-17 | BW   |